# جزر باكان
جزر باكان هي مجموعة جزر في جزر الملوك بإندونيسيا وتمسى باسم أكبر جزيرة فيها وهي جزيرة باكان. تتميز الجزر المناطق الجبلية والغابات. وتقع الجزر في جنوب جزيرة تيرنات وغرب الجزء الجنوبي من جزيرة هالماهيرا. جزيرة باكان هي أكبر الجزر، أما ثاني وثالث الجزر من حيث المساحة فهما كاسيروتا ومانديولي. هناك العشرات من الجزر الصغيرة الأخرى في المجموعة.
الجزر جزء من مقاطعة مالوكو الشمالية، يبلغ عدد سكان الجزر حوالي 56000 شخص منهم حوالي 8000 يعيشون في المركز (لابوها).

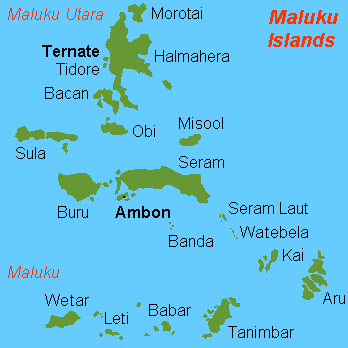
جزيرة باكان ضمن جزر الملوك

## السكان
المناطق النائية من الجزيرة غير مأهولة، أما سكان الساحل فهم ليسوا من السكان الأصليين. السكان يتألفون من:
- السيراني (مسيحيون من أصول برتغالية)
- شعب الملايو
- شعب بابوا
- مهاجرون من الجزر الأخرى.

العدد الكلي للسكان حوالي 13000 نسمة. أهم بلدة في جزيرة باكان هي لابوها، وتقع على الجانب الغربي من الجزيرة. وتقع بالقرب منها بلدة أماسينغ (أو أماسينغكوتا)، وهي من أكبر التجمعات السكنية في الجزيرة.

## اللغات
يتكلم السكان عدة ولغات الأسترونيزية وغير الأسترونيزية في جزر باكان، ومن هذه اللغات:
- لغة توبيلو
- لغة غاليلا
- لغة تيرنات
- لغة باجاو
- لغة توكانغبيسي

أما اللغة الأصلية فهي لغة باكان، وتعرف أيضا باسم لغة باكان الملايو، وهناك بعض الجدل حول ما إذا كانت لغة باكان هي لهجة للغة ملايو أو كريولية ملايوية.